# Josef Václav Sládek
Josef Václav Sládek (ur. 1845, zm. 1912) – czeski poeta i tłumacz.
Był czołowym przedstawicielem poezji czeskiej epoki realizmu obok Jaroslava Vrchlickiego. W twórczości oryginalnej reprezentował nurt chłopski, natomiast w działalności translatorskiej orientację anglosaską. Podobnie jak Henryk Sienkiewicz wybrał się w podróż do Stanów Zjednoczonych, gdzie był świadkiem brutalnego traktowania Indian, co znalazło odbicie w jego twórczości.
Zem svobodná a přec tu bezpráví,
jak děsnějšího neviděly světy:
zmar každý krok a zločin krvavý,
a každý hles vítězné oslavy
divoký vskřek, jejž neznal barbar ani
na zříceninách Říma před sta lety.
(Na hrobech indianských)
Pisał między innymi sonety. Wydał tomik Na prahu ráje (Na progu raju, 1883), zawierający trzy cykle utworów tego typu. Również w tomiku Sluncem a stínem (Słoncem i cieniem, 1887) zawarł cykl sonetów dedykowany Jaroslav Vrchlickiemu.
Zasłynął jako tłumacz dramatów Williama Szekspira. Przekładał też innych poetów angielskich i amerykańskich. Pisał też wiersze dla dzieci Zlatý máj (Złoty maj, 1887), Skřivánčí písně (Pieśni skowronka, 1888). Ludowe inspiracje twórczości Sládka są widoczne zwłaszcza w tomiku Selské písně a české znělky.
Był redaktorem czasopisma „Lumír”.